# Alter Friedhof (Oberaußem)

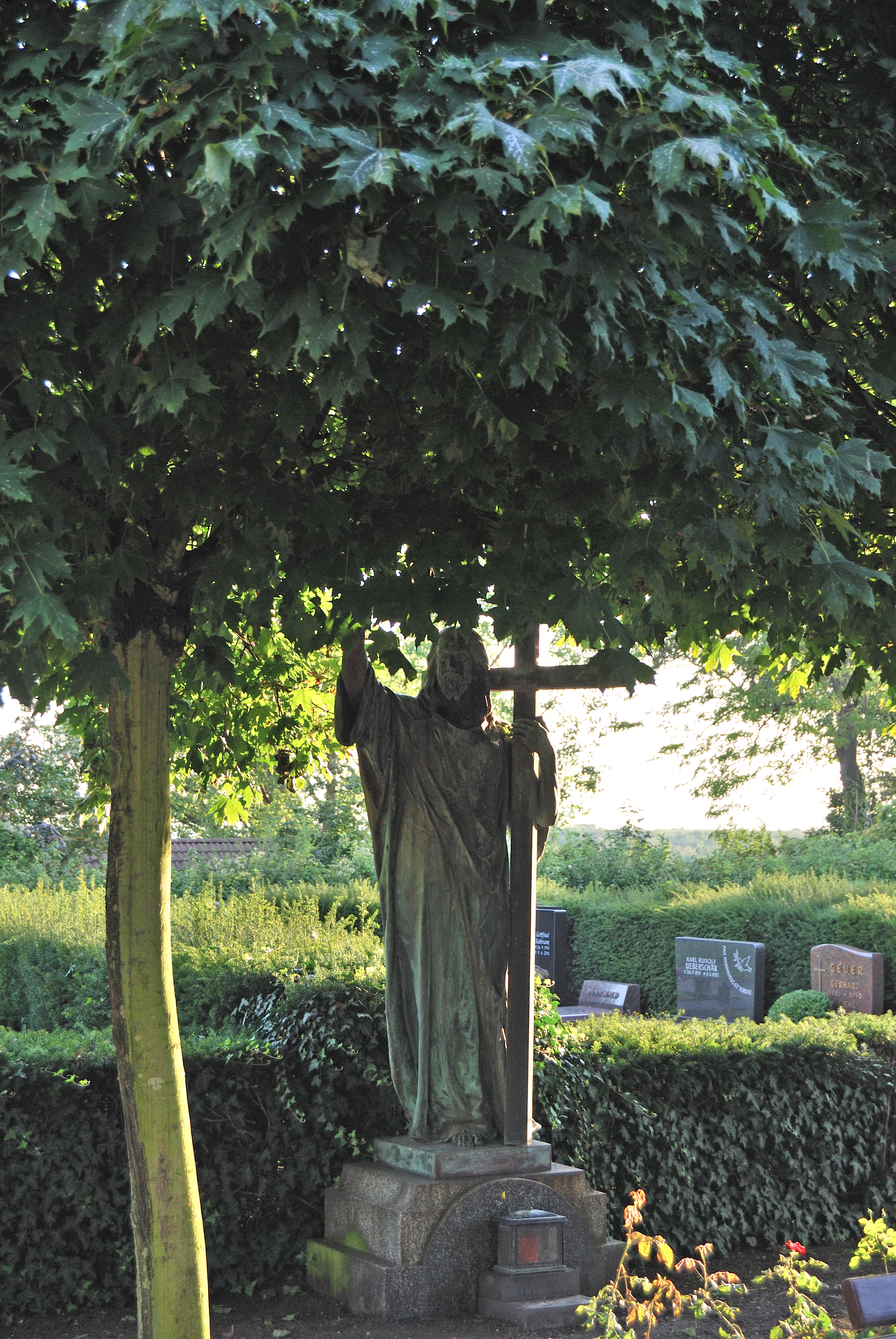
Jesusstatue am Haupteingang

Der Alte Friedhof auf dem Tonnenberg ist der Kirchhof der 1884 niedergelegten Pfarrkirche in Oberaußem, einem Stadtteil der Stadt Bergheim im Rhein-Erft-Kreis.

## Geschichte

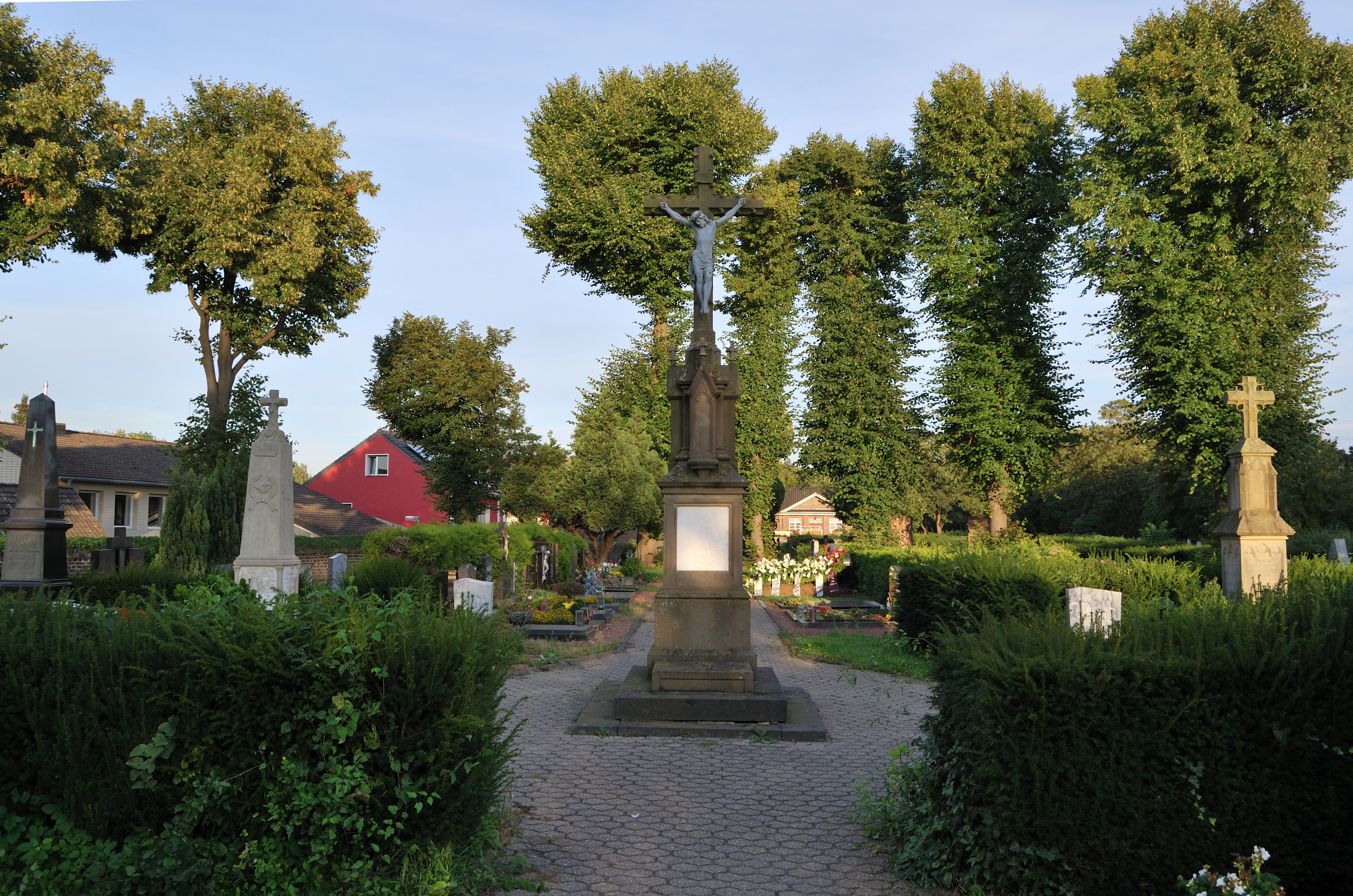
Markierung des ehemaligen Hochaltars

### Entstehung und Entwicklung
Der alte Oberaußemer Friedhof entstand im Mittelalter um die ehemalige Pfarrkirche. Über Jahrhunderte hinweg blieb die Größe des Friedhofes konstant und beschränkte sich auf das nähere Umfeld der Kirche. Mit Einsetzen der Industrialisierung der Region im 19. Jahrhundert wurde die alte Kirche jedoch zu klein, sodass die Kirche St. Vinzentius neu errichtet wurde. 

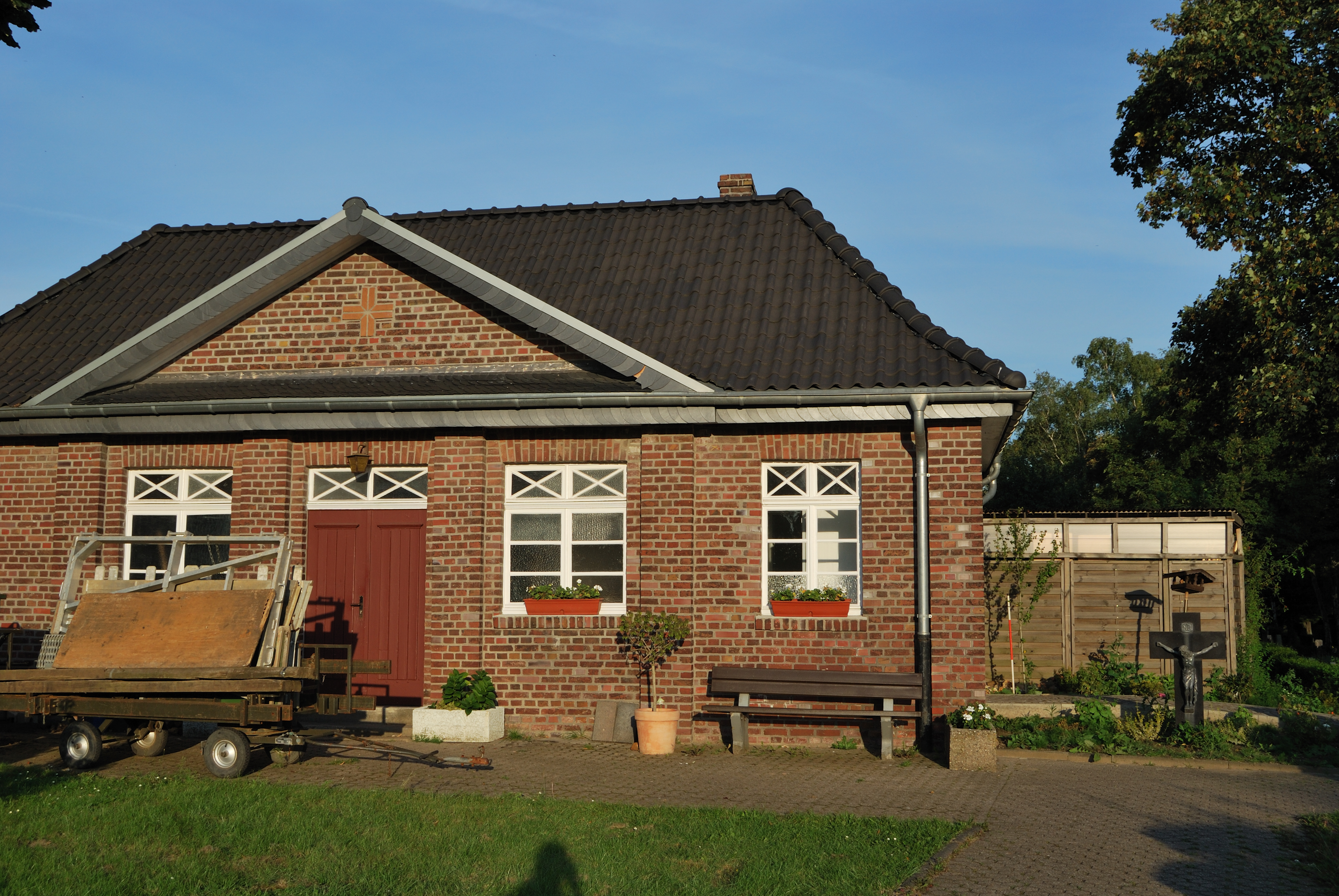
Ehemalige Leichenhalle

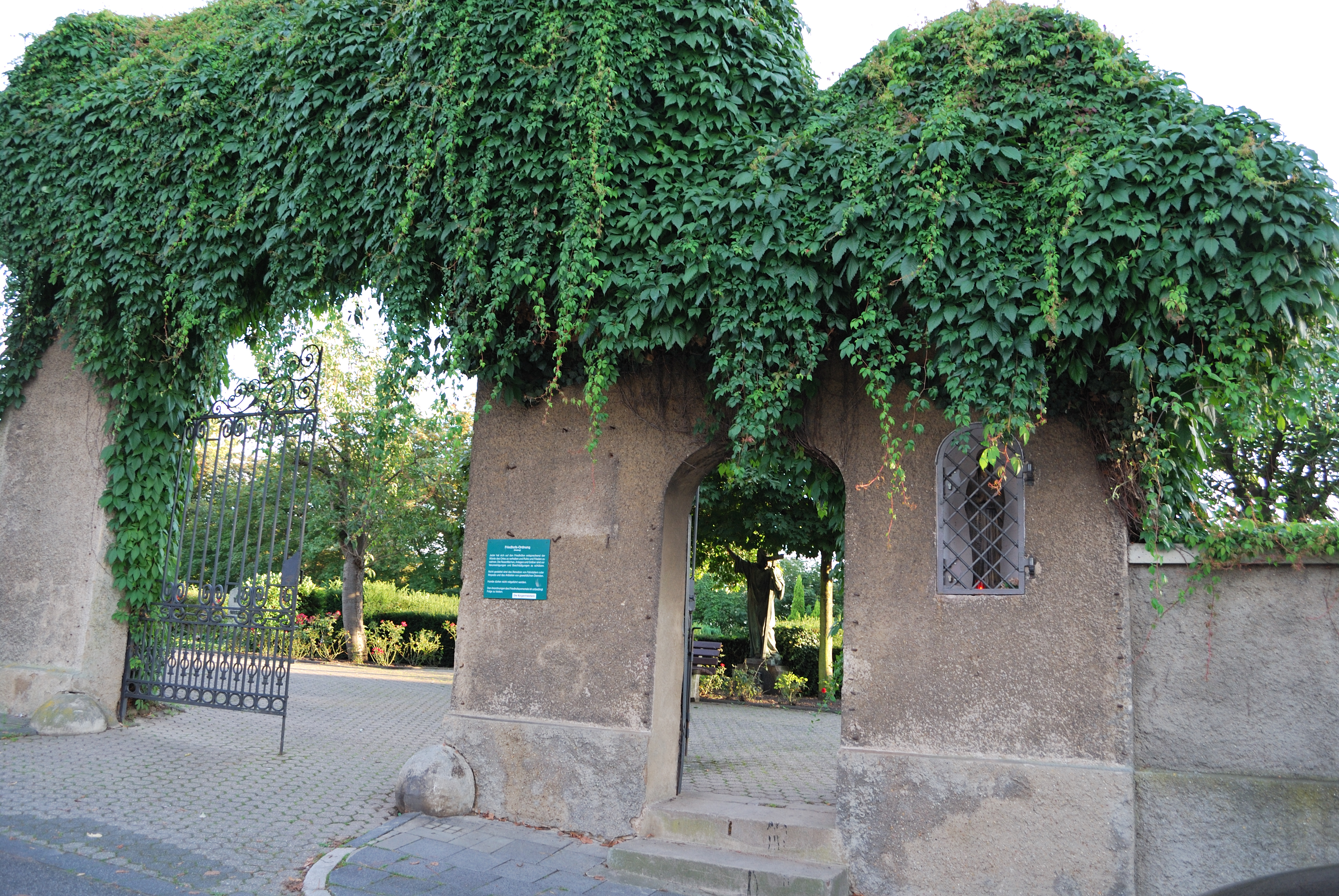
Haupttor

Mit Fertigstellung der neuen Pfarrkirche wurde die alte Kapelle abgerissen. Mit den Steinen wurde eine Mauer um den Friedhof gebaut. Einzig eine Krypta blieb von der alten Kirche erhalten, die noch heute als Priestergrabstätte genutzt wird. Heute weist ein weißes Kreuz aus Stein auf den Standort des einstigen Hochaltares hin.

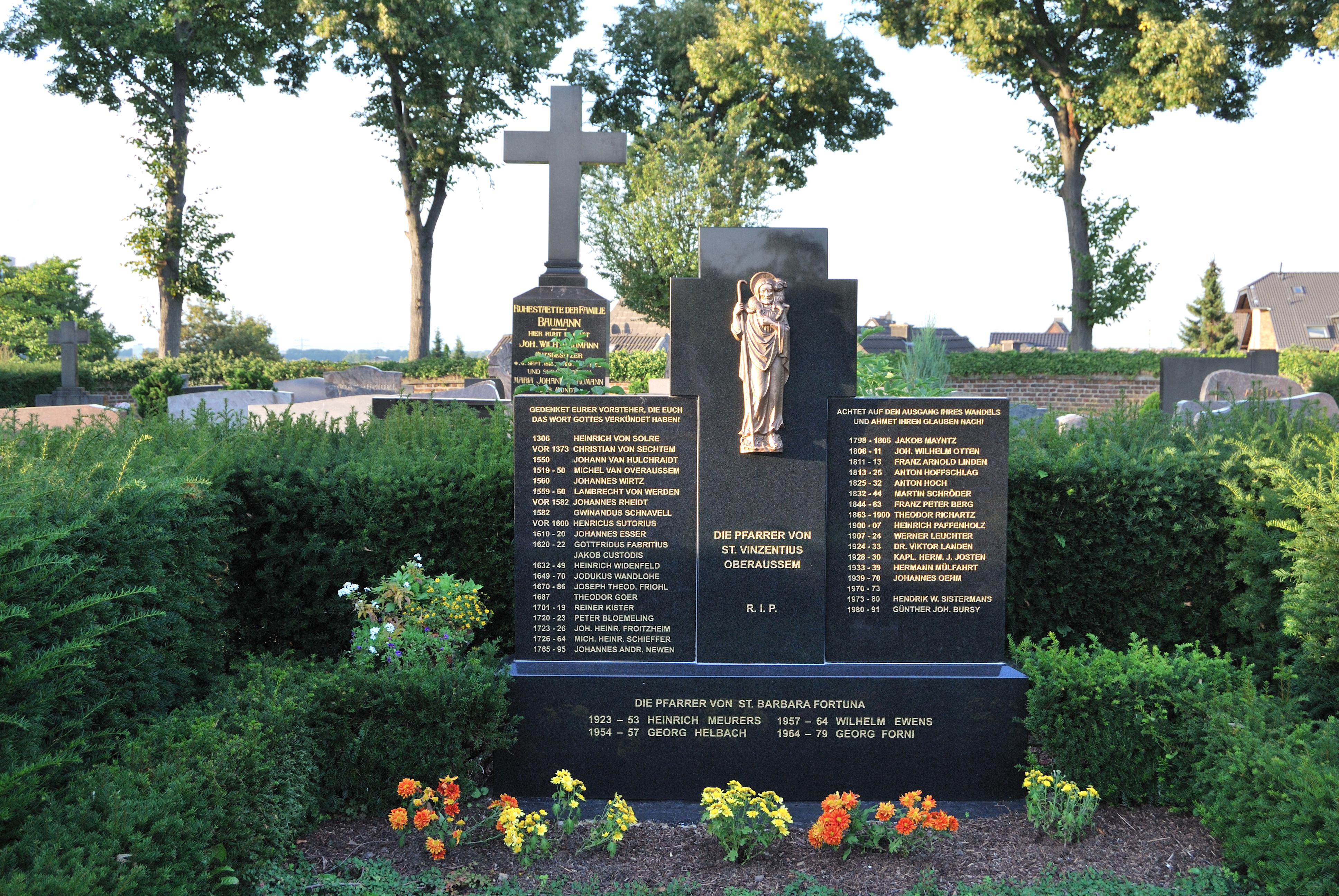
Heutige Priestergrabstätte. Im Hintergrund die Grabstätte des Besitzes der Oberaußemer Mühle

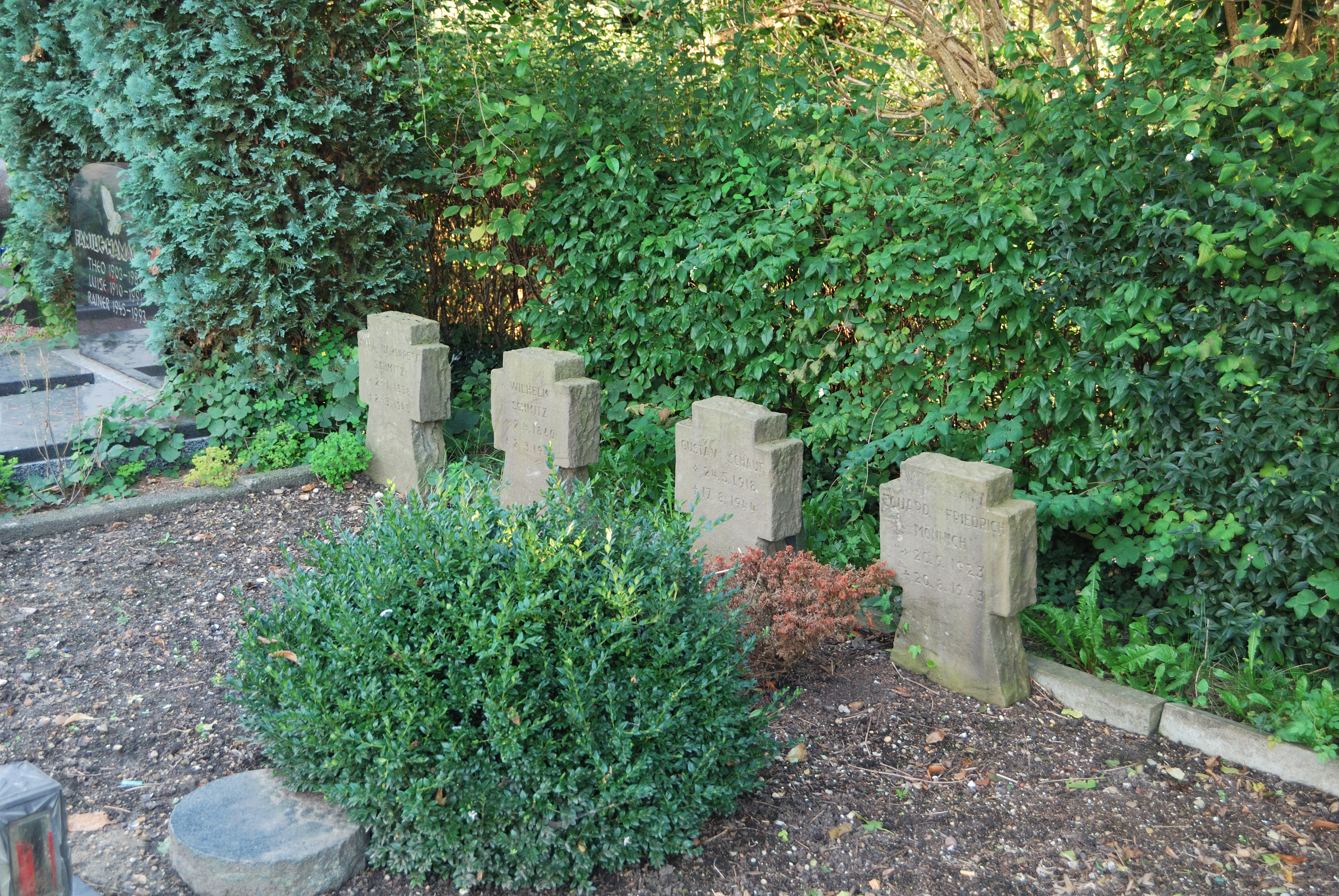
Kriegsgräber aus dem Zweiten Weltkrieg

Da der Friedhof Anfang des 20. Jahrhunderts für die durch das Kraftwerk Fortuna schnell gewachsene Bevölkerung zu klein wurde, entschloss man sich, eine Erweiterung vorzunehmen. Die Erweiterung schließt sich direkt an den ersten Teil des Friedhofes an und ermöglichte den Bau eines ebenerdig zur Straße liegenden Tores. Des Weiteren wurde eine Leichenhalle gebaut, die bis in die 1950er den von Pferden gezogenen Leichenwagen beherbergte.

### Der Friedhof heute
Nach einer Erweiterung in den 1950er Jahren wurde eine Trauerhalle gebaut. Da jedoch nun keine weiteren Erweiterungen in direkter Nähe möglich waren, entschloss man sich in den 1970er Jahren, einen separaten Waldfriedhof am Ortsrand anzulegen. In den letzten Jahren wurden weitere Bestattungsangebote hinzugefügt, wie z. B. eine Urnenwand oder ein kleiner Friedwald.

## Alte Pfarrkirche

### Allgemeines
Bis zu ihrem Abriss im Jahr 1884 war der alte Oberaußemer Friedhof der Kirchhof der Pfarrkirche St. Vinzentius. 
Erstmalige urkundliche Erwähnung fand die kleine Kapelle im Jahr 1306. In ihrer Bauweise und Ausstattung war die Kirche eher einfach und ärmlich, die Mauern waren teilweise feucht und das Dach einsturzgefährdet, woran auch eine Restauration im Jahre 1730 nichts ändern konnte. In der Kirche befanden sich drei Altäre, einen für den Schutzpatron, den Heiligen Vinzentius, einen für die Heilige Anna und einen für die Gottesmutter Maria. Obwohl die Bausubstanz in einem äußerst schlechten Zustand befand, entschied man sich erst 1868 zum Neubau.

### Architektur
Das Kirchenschiff war bei einer Höhe von ca. 5 Metern nur etwa 10 Meter lang und 6 Meter breit. An das aus Ziegeln und Tuffstein errichtete Schiff war eine Sakristei angeschlossen, die jedoch deutlich jünger als der Rest der Kirche war.
Auffällig ist die Mächtigkeit des Turmes, der aus Tuffstein, Basalt und Ziegeln bestand und laut einer von der Gemeinde beauftragten Untersuchung Mauerstärken von über 1,4 Metern aufwies. Nach dem überlieferten Erscheinungsbild der Kirche, bzw. des Turmes zu urteilen, passt die Kirche, auf jeden Fall jedoch der Turm, in die Epoche der Romanik, da verwendete Materialien und Aussehen Parallelen zu anderen Bauwerken dieser Zeit im Einflussbereich des Abtes der Reichsabtei Kornelimünster aufweisen.

### Wirkung auf Zeitgenossen
Wegen ihrer Platzierung auf dem schon von Weitem sichtbaren Tonnenberg und der enormen Wandstärke des ehemaligen Kirchturmes regte die Kapelle schon seit Jahrhunderten die Bevölkerung des Ortes zu Spekulationen an. In der Heimatchronik des Hauptlehrers Dürbaum aus dem Jahr 1912 wird berichtet, dass der Volksglaube die Kirche und das umliegende Gelände für einen Heidentempel gehalten habe, was jedoch vom Autor Dürbaum angezweifelt wurde. Dieser sah in dem massiven Turm einen römischen Wachturm, der zu einer Kapelle umgebaut wurde. Die verwendeten Materialien lassen jedoch heute darauf schließen, dass der Turm jünger gewesen sein muss. Demnach nehmen die lokalen Historiker an, dass der vermutlich um 1100 n. Chr. erbaute Turm Teil einer Burg, bzw. einer Motte gewesen sein könnte, die als Fliehburg gedient haben könnte, um 1300 niedergelegt wurde. Die Kapelle sei somit eine ehemalige Burgkapelle, die als einziger Bestandteil dieser Burg die Niederlegung überdauerte.